# Sinfonía n.º 38 (Haydn)

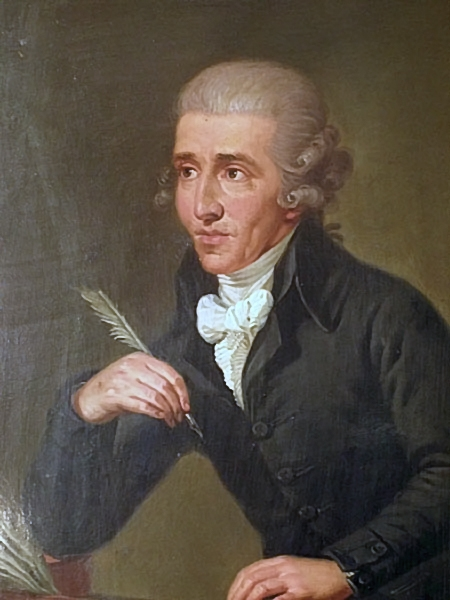
Haydn hacia 1770.

La Sinfonía n.º 38 en do mayor, Hob. I:38, también conocida como Eco, fue compuesta por Joseph Haydn en 1767, durante el periodo Sturm und Drang del compositor.

## Historia
La producción sinfónica del maestro austríaco puede dividirse a grandes rasgos en tres bloques temporales: el primer bloque (1757-1761) se corresponde con su periodo al servicio del conde Carl von Morzin (n.º 1 - n.º 5); el segundo bloque en la corte Esterházy (1761-1790 pero con la última sinfonía para el público de Esterházy en 1781); y el tercer bloque (1782-1795) comprende las Sinfonías de París (n.º 82 - n.º 87) y las Sinfonías de Londres (n.º 93 - n.º 104). El 1 de mayo de 1761 el compositor firmó su contrato como vice-kapellmeister (más tarde kapellmeister) de la familia Esterházy, que nominalmente duró 48 años, hasta su muerte.
La composición de esta pieza se desarrolló en 1767. Es una sinfonía temprana y festiva en do mayor. Las sinfonías de Haydn en do mayor, especialmente las que llevan trompetas y percusión, son casi siempre obras " festivas", es probable que esta sinfonía fuera compuesta para algún acontecimiento significativo en que estuviera implicado el patrón de Haydn, el príncipe Esterházy. En cualquier caso, no se sabe con certeza cuándo fue escrita, ni siquiera si contenía trompetas y tambores en origen o si Haydn los añadió más tarde. Para el experto en Haydn H. C. Robbins Landon, una pista sobre la génesis de la obra es la repentina aparición de un solo de oboe en mitad del Finale, un lugar inesperado. Landon sugiere que pudo deberse a que Haydn se enteró de la disponibilidad del gran oboísta Vittorino Colombazzo, que se incorporó a la orquesta de Haydn del 1 de septiembre al 19 de diciembre de 1768. Dado que una buena fuente de la sinfonía, la copia de 1769 de la Abadía de Göttweig, contiene las partes de trompeta, Landon también piensa que la sinfonía se compuso originalmente así. La cuestión no está resuelta; de ahí que existan grabaciones sin las trompetas. Las partes virtuosísticas para oboe incluidas al final de dos movimientos han llevado a pensar que la composición de la obra coincidió con la contratación del oboísta Vittorino Colombazzo en el otoño de 1768.
El sobrenombre Eco, como todos los que aparecen en las sinfonías de Haydn, no surgió del compositor sino más tarde. Recibe este nombre debido al uso del motivo mímico o de eco en el fraseo cadencial del segundo movimiento. El efecto de eco se crea mediante la orquestación: los primeros violines sin sordina tocan la melodía, que recibe respuesta de los segundos violines con sordina. Esta innovación amplía la práctica barroca de la repetición de la frase cadencial.

## Instrumentación
La partitura está escrita para una orquesta formada por:
- Viento madera: 2 oboes y 1 fagot.
- Viento metal: 2 trompas en do y 2 trompetas.
- Percusión: timbales
- Cuerda: una sección de cuerdas con 2 violines, viola, violonchelo y contrabajo.
- Teclado: clavecín como bajo continuo.

En aquella época se solía emplear un fagot para amplificar la voz del bajo, incluso sin una notación separada. En cuanto a la participación del clavecín como bajo continuo en las sinfonías de Haydn existen diversas opiniones entre los estudiosos: James Webster se sitúa en contra; Hartmut Haenchen a favor; Jamie James en su artículo para The New York Times presenta diferentes posiciones por parte de Roy Goodman, Christopher Hogwood, H. C. Robbins Landon y James Webster. A partir de 2019 la mayor parte de las orquestas con instrumentos modernos no utiliza el clavecín como continuo. No obstante, existen grabaciones con clavecín en el bajo continuo realizadas por: Trevor Pinnock (Sturm und Drang Symphonies, Archiv, 1989-1990); Nikolaus Harnoncourt (n.º 6–8, Das Alte Werk, 1990); Sigiswald Kuijken (incluidas las Sinfonías de París y Londres; Virgin, 1988-1995); Roy Goodman (Ej. n.º 1-25, 70-78, 82-87; Hyperion, 2002).

## Estructura y análisis
La sinfonía consta de cuatro movimientos:
- I. Allegro di molto, en do mayor 2
4
- II. Andante molto, en fa mayor 3
8
- III. Menuet, en do mayor – Trio, en fa mayor 3
4
- IV. Allegro di molto, en do mayor 2
2

La interpretación de esta obra dura aproximadamente entre 15 y 20 minutos. Se ha sugerido que los primeros dos movimientos fueron compuestos antes que Haydn supiera el compromiso con el solista Colombazzo dado que tienen un carácter completamente diferente que los dos últimos movimientos, más centrados en el oboe, que cierran la obra. No se sabe si la disparatada inspiración de esta obra proviene del teatro, pero lo cierto es que no perdería nada con esta asociación.

### I.Allegro di molto
El primer movimiento, Allegro di molto, está escrito en la tonalidad de do mayor, en compás de 2/4 y sigue la forma sonata. Es una pieza serena y solemne. Una característica agradable es cómo la sección de desarrollo trata el material melódico en ritmo de marcha. Al igual que otras sinfonías tempranas de Haydn en do mayor, el movimiento inicial emplea el inusual compás de 2/4, más típico del Finale. Para Fendre podría parecerse a una obertura ya que suena "escénica", así como ligeramente grandilocuente, con poca sutileza de contraste o variación motívica. En la mitad del desarrollo se vuelve francamente cómica: esta sección se ha centrado en la menor; al final de una larga secuencia, Haydn cierra dos veces con cadencia rota en su submediante fa mayor, hasta que se cansa de este juego e imprime una tercera cadencia, al unísono, hasta llegar por fin a la menor, con lo que no sólo sustituye esta vez el fa mayor, sino que baja la dinámica a piano y comienza un nuevo episodio en fa mayor. El efecto "trío" de la escritura reducida y la separación contextual de la última sección también se encuentra principalmente en los primeros Finale.

### II.Andante molto
El segundo movimiento, Andante molto, está en fa mayor y en compás de 3/8. El movimiento lento es un movimiento "eco" delicadamente burlesco, de los que ofendían notoriamente a los críticos conservadores de Alemania del Norte de la época de Haydn. Contiene la popular técnica barroca del "eco" y está escrito solamente para las cuerdas. El maestro austríaco utiliza los primeros violines sin sordina, mientras que los segundos violines con sordina imitan constantemente los motivos finales de los primeros sin importar el poco tacto en el contexto rítmico o el exceso al final de ambas secciones principales. En la época de Haydn las dos secciones de violines siempre estaban sentadas una frente a la otra en lados opuestos de la orquesta, de modo que cuando los segundos violines repiten el material de los primeros violines, crean un auténtico efecto de espacio y distancia. El efecto eco continúa a lo largo del movimiento.

### III.Menuet– Trio
El tercer movimiento, Menuet – Trio, está en do mayor que en el trío pasa a fa mayor y el compás es 3/4. El minueto es de un estilo típicamente austriaco, que resulta bastante anticuado para la época. El trío, por su parte, está orientado hacia el futuro con un repentino uso de elementos concertantes. Aquí es donde el oboe tiene su primer solo muy virtuosístico que emplea todo el registro del instrumento y contiene saltos de casi dos octavas.

### IV.Allegro di molto
El cuarto y último movimiento, Allegro di molto, retoma la tonalidad inicial y el compás es alla breve. El Finale es otra pieza de lucimiento para el oboe solista que incluye un papel virtuosístico, notas mantenidas en calderón y un punto para una cadenza. No responde a la forma de concerto, pero es una mezcla entre las formas concerto y sonata. Este movimiento es una mezcla con visión de futuro. El segundo grupo del Finale alterna entre un tema de apertura que brinca arriba y abajo de la escala sobre un pedal de tónica a contratiempo y pasajes contrapuntísticos en las transiciones y el desarrollo. El efecto es más de yuxtaposición cómica que de integración orgánica. Luego introduce inesperadamente el oboe, de nuevo en un papel concertante. La variedad de elementos estilísticos hace que sea una de las sinfonías más interesantes de Haydn de este periodo.